# Alexander Lyng
Alexander Lyng (* 26. November 2004 in Kopenhagen) ist ein dänischer Fußballspieler, der bei Servette Genf unter Vertrag steht. Der Linksaußen spielt derzeit auf Leihbasis bei SønderjyskE Fodbold und ist dänischer Nachwuchsnationalspieler.

## Karriere im Fußball

### Verein
Alexander Lyng spielte bei Hørsholm-Usserød IK, bevor er im Sommer 2018 in die Jugendabteilung des FC Helsingør wechselte. Am 23. Juli 2021 gab er im Alter von 16 Jahren beim 1:0-Sieg im Zweitligaspiel gegen Fremad Amager sein Profidebüt.
Am 20. Juni 2023 wurde sein Wechsel zum Schweizer Erstligisten Servette FC aus Genf bekanntgegeben. Er unterschrieb einen 3-Jahres-Vertrag. Nachdem er in der folgenden Saison zu keinem Pflichtspieleinsatz gekommen war, wurde Lyng zur Saison 2024/25 an den dänischen Erstligisten SønderjyskE Fodbold verliehen.

### Nationalmannschaft
Am 4. September 2021 gab Alexander Lyng in einem Spiel gegen Norwegen während eines Turniers in Schweden sein Debüt für die U18 Dänemarks. Bis Juni 2022 kam er zu elf Einsätzen und schoss dabei fünf Tore. Seit September 2022 spielte Lyng für die dänische U19-Nationalmannschaft, bevor er am 19. November 2023 im Spiel gegen Schweden in der U20-Mannschaft debütierte.